# Lucrèce (Artemisia Gentileschi, Los Angeles)
Pour les articles homonymes, voir Lucrèce (homonymie).
Lucrèce (ou Lucretia selon le prénom en latin du personnage ou Lucrezia en italien) est un tableau d'Artemisia Gentileschi, réalisé vers 1627. Peinture à l'huile sur toile de 96,50 × 75 cm, l'œuvre est conservée depuis 2021 au Getty Center, à Los Angeles, aux États-Unis.

## Historique
Il s'agit du deuxième de la série de quatre tableaux réalisés sur ce thème par Artemisia Gentileschi. Peinture à l'huile sur toile de 96,50 × 75 cm exécutée entre 1630 et 1635, le tableau est retrouvé en 2019 dans une collection privée à Lyon,,,. Il avait été acquis par son propriétaire d'alors à Cannes dans les années 1980. Estimé 600 000 à 800 000 € par le cabinet Turquin, expert du Caravage de Toulouse en 2014 et du Cimabue de Compiègne en 2019, il est vendu par Artcurial le 13 novembre 2019 à un collectionneur privé européen pour un montant de 4,78 millions d'euros, cote la plus élevée pour l'artiste baroque.

## Thème
Largement représenté en musique comme en peinture, le thème est celui du suicide de Lucrèce à la suite de son viol par Sextus Tarquin. Cet épisode romancé de la Rome antique, rapporté par les auteurs latins comme Tite-Live ou Ovide, marque la fin de la monarchie et l'avènement de la république romaine.